# 1568
Portal Geschichte | Portal Biografien | Aktuelle Ereignisse | Jahreskalender | Tagesartikel

◄ |
15. Jahrhundert |
16. Jahrhundert
| 17. Jahrhundert | ►

◄ |
1530er |
1540er |
1550er |
1560er
| 1570er | 1580er | 1590er | ►

◄◄ |
◄ |
1564 |
1565 |
1566 |
1567 |
1568
| 1569 | 1570 | 1571 | 1572 | ► | ►►
Staatsoberhäupter  · Nekrolog   · Musikjahr
| Januar | Januar | Januar | Januar | Januar | Januar | Januar | Januar |
| Kw     | Mo     | Di     | Mi     | Do     | Fr     | Sa     | So     |
| ------ | ------ | ------ | ------ | ------ | ------ | ------ | ------ |
| 1      |        |        |        | 1      | 2      | 3      | 4      |
| 2      | 5      | 6      | 7      | 8      | 9      | 10     | 11     |
| 3      | 12     | 13     | 14     | 15     | 16     | 17     | 18     |
| 4      | 19     | 20     | 21     | 22     | 23     | 24     | 25     |
| 5      | 26     | 27     | 28     | 29     | 30     | 31     |        |

| Februar | Februar | Februar | Februar | Februar | Februar | Februar | Februar |
| Kw      | Mo      | Di      | Mi      | Do      | Fr      | Sa      | So      |
| ------- | ------- | ------- | ------- | ------- | ------- | ------- | ------- |
| 5       |         |         |         |         |         |         | 1       |
| 6       | 2       | 3       | 4       | 5       | 6       | 7       | 8       |
| 7       | 9       | 10      | 11      | 12      | 13      | 14      | 15      |
| 8       | 16      | 17      | 18      | 19      | 20      | 21      | 22      |
| 9       | 23      | 24      | 25      | 26      | 27      | 28      | 29      |

| März | März | März | März | März | März | März | März |
| Kw   | Mo   | Di   | Mi   | Do   | Fr   | Sa   | So   |
| ---- | ---- | ---- | ---- | ---- | ---- | ---- | ---- |
| 10   | 1    | 2    | 3    | 4    | 5    | 6    | 7    |
| 11   | 8    | 9    | 10   | 11   | 12   | 13   | 14   |
| 12   | 15   | 16   | 17   | 18   | 19   | 20   | 21   |
| 13   | 22   | 23   | 24   | 25   | 26   | 27   | 28   |
| 14   | 29   | 30   | 31   |      |      |      |      |

| April | April | April | April | April | April | April | April |
| Kw    | Mo    | Di    | Mi    | Do    | Fr    | Sa    | So    |
| ----- | ----- | ----- | ----- | ----- | ----- | ----- | ----- |
| 14    |       |       |       | 1     | 2     | 3     | 4     |
| 15    | 5     | 6     | 7     | 8     | 9     | 10    | 11    |
| 16    | 12    | 13    | 14    | 15    | 16    | 17    | 18    |
| 17    | 19    | 20    | 21    | 22    | 23    | 24    | 25    |
| 18    | 26    | 27    | 28    | 29    | 30    |       |       |

| Mai | Mai | Mai | Mai | Mai | Mai | Mai | Mai |
| Kw  | Mo  | Di  | Mi  | Do  | Fr  | Sa  | So  |
| --- | --- | --- | --- | --- | --- | --- | --- |
| 18  |     |     |     |     |     | 1   | 2   |
| 19  | 3   | 4   | 5   | 6   | 7   | 8   | 9   |
| 20  | 10  | 11  | 12  | 13  | 14  | 15  | 16  |
| 21  | 17  | 18  | 19  | 20  | 21  | 22  | 23  |
| 22  | 24  | 25  | 26  | 27  | 28  | 29  | 30  |
| 23  | 31  |     |     |     |     |     |     |

| Juni | Juni | Juni | Juni | Juni | Juni | Juni | Juni |
| Kw   | Mo   | Di   | Mi   | Do   | Fr   | Sa   | So   |
| ---- | ---- | ---- | ---- | ---- | ---- | ---- | ---- |
| 23   |      | 1    | 2    | 3    | 4    | 5    | 6    |
| 24   | 7    | 8    | 9    | 10   | 11   | 12   | 13   |
| 25   | 14   | 15   | 16   | 17   | 18   | 19   | 20   |
| 26   | 21   | 22   | 23   | 24   | 25   | 26   | 27   |
| 27   | 28   | 29   | 30   |      |      |      |      |

| Juli | Juli | Juli | Juli | Juli | Juli | Juli | Juli |
| Kw   | Mo   | Di   | Mi   | Do   | Fr   | Sa   | So   |
| ---- | ---- | ---- | ---- | ---- | ---- | ---- | ---- |
| 27   |      |      |      | 1    | 2    | 3    | 4    |
| 28   | 5    | 6    | 7    | 8    | 9    | 10   | 11   |
| 29   | 12   | 13   | 14   | 15   | 16   | 17   | 18   |
| 30   | 19   | 20   | 21   | 22   | 23   | 24   | 25   |
| 31   | 26   | 27   | 28   | 29   | 30   | 31   |      |

| August | August | August | August | August | August | August | August |
| Kw     | Mo     | Di     | Mi     | Do     | Fr     | Sa     | So     |
| ------ | ------ | ------ | ------ | ------ | ------ | ------ | ------ |
| 31     |        |        |        |        |        |        | 1      |
| 32     | 2      | 3      | 4      | 5      | 6      | 7      | 8      |
| 33     | 9      | 10     | 11     | 12     | 13     | 14     | 15     |
| 34     | 16     | 17     | 18     | 19     | 20     | 21     | 22     |
| 35     | 23     | 24     | 25     | 26     | 27     | 28     | 29     |
| 36     | 30     | 31     |        |        |        |        |        |

| September | September | September | September | September | September | September | September |
| Kw        | Mo        | Di        | Mi        | Do        | Fr        | Sa        | So        |
| --------- | --------- | --------- | --------- | --------- | --------- | --------- | --------- |
| 36        |           |           | 1         | 2         | 3         | 4         | 5         |
| 37        | 6         | 7         | 8         | 9         | 10        | 11        | 12        |
| 38        | 13        | 14        | 15        | 16        | 17        | 18        | 19        |
| 39        | 20        | 21        | 22        | 23        | 24        | 25        | 26        |
| 40        | 27        | 28        | 29        | 30        |           |           |           |

| Oktober | Oktober | Oktober | Oktober | Oktober | Oktober | Oktober | Oktober |
| Kw      | Mo      | Di      | Mi      | Do      | Fr      | Sa      | So      |
| ------- | ------- | ------- | ------- | ------- | ------- | ------- | ------- |
| 40      |         |         |         |         | 1       | 2       | 3       |
| 41      | 4       | 5       | 6       | 7       | 8       | 9       | 10      |
| 42      | 11      | 12      | 13      | 14      | 15      | 16      | 17      |
| 43      | 18      | 19      | 20      | 21      | 22      | 23      | 24      |
| 44      | 25      | 26      | 27      | 28      | 29      | 30      | 31      |

| November | November | November | November | November | November | November | November |
| Kw       | Mo       | Di       | Mi       | Do       | Fr       | Sa       | So       |
| -------- | -------- | -------- | -------- | -------- | -------- | -------- | -------- |
| 45       | 1        | 2        | 3        | 4        | 5        | 6        | 7        |
| 46       | 8        | 9        | 10       | 11       | 12       | 13       | 14       |
| 47       | 15       | 16       | 17       | 18       | 19       | 20       | 21       |
| 48       | 22       | 23       | 24       | 25       | 26       | 27       | 28       |
| 49       | 29       | 30       |          |          |          |          |          |

| Dezember | Dezember | Dezember | Dezember | Dezember | Dezember | Dezember | Dezember |
| Kw       | Mo       | Di       | Mi       | Do       | Fr       | Sa       | So       |
| -------- | -------- | -------- | -------- | -------- | -------- | -------- | -------- |
| 49       |          |          | 1        | 2        | 3        | 4        | 5        |
| 50       | 6        | 7        | 8        | 9        | 10       | 11       | 12       |
| 51       | 13       | 14       | 15       | 16       | 17       | 18       | 19       |
| 52       | 20       | 21       | 22       | 23       | 24       | 25       | 26       |
| 53       | 27       | 28       | 29       | 30       | 31       |          |          |

| Januar | Januar | Januar | Januar | Januar | Januar | Januar | Januar |
| Kw     | Mo     | Di     | Mi     | Do     | Fr     | Sa     | So     |
| ------ | ------ | ------ | ------ | ------ | ------ | ------ | ------ |
| 1      |        |        |        | 1      | 2      | 3      | 4      |
| 2      | 5      | 6      | 7      | 8      | 9      | 10     | 11     |
| 3      | 12     | 13     | 14     | 15     | 16     | 17     | 18     |
| 4      | 19     | 20     | 21     | 22     | 23     | 24     | 25     |
| 5      | 26     | 27     | 28     | 29     | 30     | 31     |        |

| Februar | Februar | Februar | Februar | Februar | Februar | Februar | Februar |
| Kw      | Mo      | Di      | Mi      | Do      | Fr      | Sa      | So      |
| ------- | ------- | ------- | ------- | ------- | ------- | ------- | ------- |
| 5       |         |         |         |         |         |         | 1       |
| 6       | 2       | 3       | 4       | 5       | 6       | 7       | 8       |
| 7       | 9       | 10      | 11      | 12      | 13      | 14      | 15      |
| 8       | 16      | 17      | 18      | 19      | 20      | 21      | 22      |
| 9       | 23      | 24      | 25      | 26      | 27      | 28      | 29      |

| März | März | März | März | März | März | März | März |
| Kw   | Mo   | Di   | Mi   | Do   | Fr   | Sa   | So   |
| ---- | ---- | ---- | ---- | ---- | ---- | ---- | ---- |
| 10   | 1    | 2    | 3    | 4    | 5    | 6    | 7    |
| 11   | 8    | 9    | 10   | 11   | 12   | 13   | 14   |
| 12   | 15   | 16   | 17   | 18   | 19   | 20   | 21   |
| 13   | 22   | 23   | 24   | 25   | 26   | 27   | 28   |
| 14   | 29   | 30   | 31   |      |      |      |      |

| April | April | April | April | April | April | April | April |
| Kw    | Mo    | Di    | Mi    | Do    | Fr    | Sa    | So    |
| ----- | ----- | ----- | ----- | ----- | ----- | ----- | ----- |
| 14    |       |       |       | 1     | 2     | 3     | 4     |
| 15    | 5     | 6     | 7     | 8     | 9     | 10    | 11    |
| 16    | 12    | 13    | 14    | 15    | 16    | 17    | 18    |
| 17    | 19    | 20    | 21    | 22    | 23    | 24    | 25    |
| 18    | 26    | 27    | 28    | 29    | 30    |       |       |

| Mai | Mai | Mai | Mai | Mai | Mai | Mai | Mai |
| Kw  | Mo  | Di  | Mi  | Do  | Fr  | Sa  | So  |
| --- | --- | --- | --- | --- | --- | --- | --- |
| 18  |     |     |     |     |     | 1   | 2   |
| 19  | 3   | 4   | 5   | 6   | 7   | 8   | 9   |
| 20  | 10  | 11  | 12  | 13  | 14  | 15  | 16  |
| 21  | 17  | 18  | 19  | 20  | 21  | 22  | 23  |
| 22  | 24  | 25  | 26  | 27  | 28  | 29  | 30  |
| 23  | 31  |     |     |     |     |     |     |

| Juni | Juni | Juni | Juni | Juni | Juni | Juni | Juni |
| Kw   | Mo   | Di   | Mi   | Do   | Fr   | Sa   | So   |
| ---- | ---- | ---- | ---- | ---- | ---- | ---- | ---- |
| 23   |      | 1    | 2    | 3    | 4    | 5    | 6    |
| 24   | 7    | 8    | 9    | 10   | 11   | 12   | 13   |
| 25   | 14   | 15   | 16   | 17   | 18   | 19   | 20   |
| 26   | 21   | 22   | 23   | 24   | 25   | 26   | 27   |
| 27   | 28   | 29   | 30   |      |      |      |      |

| Juli | Juli | Juli | Juli | Juli | Juli | Juli | Juli |
| Kw   | Mo   | Di   | Mi   | Do   | Fr   | Sa   | So   |
| ---- | ---- | ---- | ---- | ---- | ---- | ---- | ---- |
| 27   |      |      |      | 1    | 2    | 3    | 4    |
| 28   | 5    | 6    | 7    | 8    | 9    | 10   | 11   |
| 29   | 12   | 13   | 14   | 15   | 16   | 17   | 18   |
| 30   | 19   | 20   | 21   | 22   | 23   | 24   | 25   |
| 31   | 26   | 27   | 28   | 29   | 30   | 31   |      |

| August | August | August | August | August | August | August | August |
| Kw     | Mo     | Di     | Mi     | Do     | Fr     | Sa     | So     |
| ------ | ------ | ------ | ------ | ------ | ------ | ------ | ------ |
| 31     |        |        |        |        |        |        | 1      |
| 32     | 2      | 3      | 4      | 5      | 6      | 7      | 8      |
| 33     | 9      | 10     | 11     | 12     | 13     | 14     | 15     |
| 34     | 16     | 17     | 18     | 19     | 20     | 21     | 22     |
| 35     | 23     | 24     | 25     | 26     | 27     | 28     | 29     |
| 36     | 30     | 31     |        |        |        |        |        |

| September | September | September | September | September | September | September | September |
| Kw        | Mo        | Di        | Mi        | Do        | Fr        | Sa        | So        |
| --------- | --------- | --------- | --------- | --------- | --------- | --------- | --------- |
| 36        |           |           | 1         | 2         | 3         | 4         | 5         |
| 37        | 6         | 7         | 8         | 9         | 10        | 11        | 12        |
| 38        | 13        | 14        | 15        | 16        | 17        | 18        | 19        |
| 39        | 20        | 21        | 22        | 23        | 24        | 25        | 26        |
| 40        | 27        | 28        | 29        | 30        |           |           |           |

| Oktober | Oktober | Oktober | Oktober | Oktober | Oktober | Oktober | Oktober |
| Kw      | Mo      | Di      | Mi      | Do      | Fr      | Sa      | So      |
| ------- | ------- | ------- | ------- | ------- | ------- | ------- | ------- |
| 40      |         |         |         |         | 1       | 2       | 3       |
| 41      | 4       | 5       | 6       | 7       | 8       | 9       | 10      |
| 42      | 11      | 12      | 13      | 14      | 15      | 16      | 17      |
| 43      | 18      | 19      | 20      | 21      | 22      | 23      | 24      |
| 44      | 25      | 26      | 27      | 28      | 29      | 30      | 31      |

| November | November | November | November | November | November | November | November |
| Kw       | Mo       | Di       | Mi       | Do       | Fr       | Sa       | So       |
| -------- | -------- | -------- | -------- | -------- | -------- | -------- | -------- |
| 45       | 1        | 2        | 3        | 4        | 5        | 6        | 7        |
| 46       | 8        | 9        | 10       | 11       | 12       | 13       | 14       |
| 47       | 15       | 16       | 17       | 18       | 19       | 20       | 21       |
| 48       | 22       | 23       | 24       | 25       | 26       | 27       | 28       |
| 49       | 29       | 30       |          |          |          |          |          |

| Dezember | Dezember | Dezember | Dezember | Dezember | Dezember | Dezember | Dezember |
| Kw       | Mo       | Di       | Mi       | Do       | Fr       | Sa       | So       |
| -------- | -------- | -------- | -------- | -------- | -------- | -------- | -------- |
| 49       |          |          | 1        | 2        | 3        | 4        | 5        |
| 50       | 6        | 7        | 8        | 9        | 10       | 11       | 12       |
| 51       | 13       | 14       | 15       | 16       | 17       | 18       | 19       |
| 52       | 20       | 21       | 22       | 23       | 24       | 25       | 26       |
| 53       | 27       | 28       | 29       | 30       | 31       |          |          |

## Ereignisse

### Politik und Weltgeschehen

#### Achtzigjähriger Krieg
- 2. bis 4. April: In einer diplomatischen Geheimkonferenz  auf Schloss Freudenberg wird einer Delegation der Edlen von Gelderland die militärische Unterstützung im Kampf gegen Spanien durch Wilhelm I. von Oranien zugesagt.

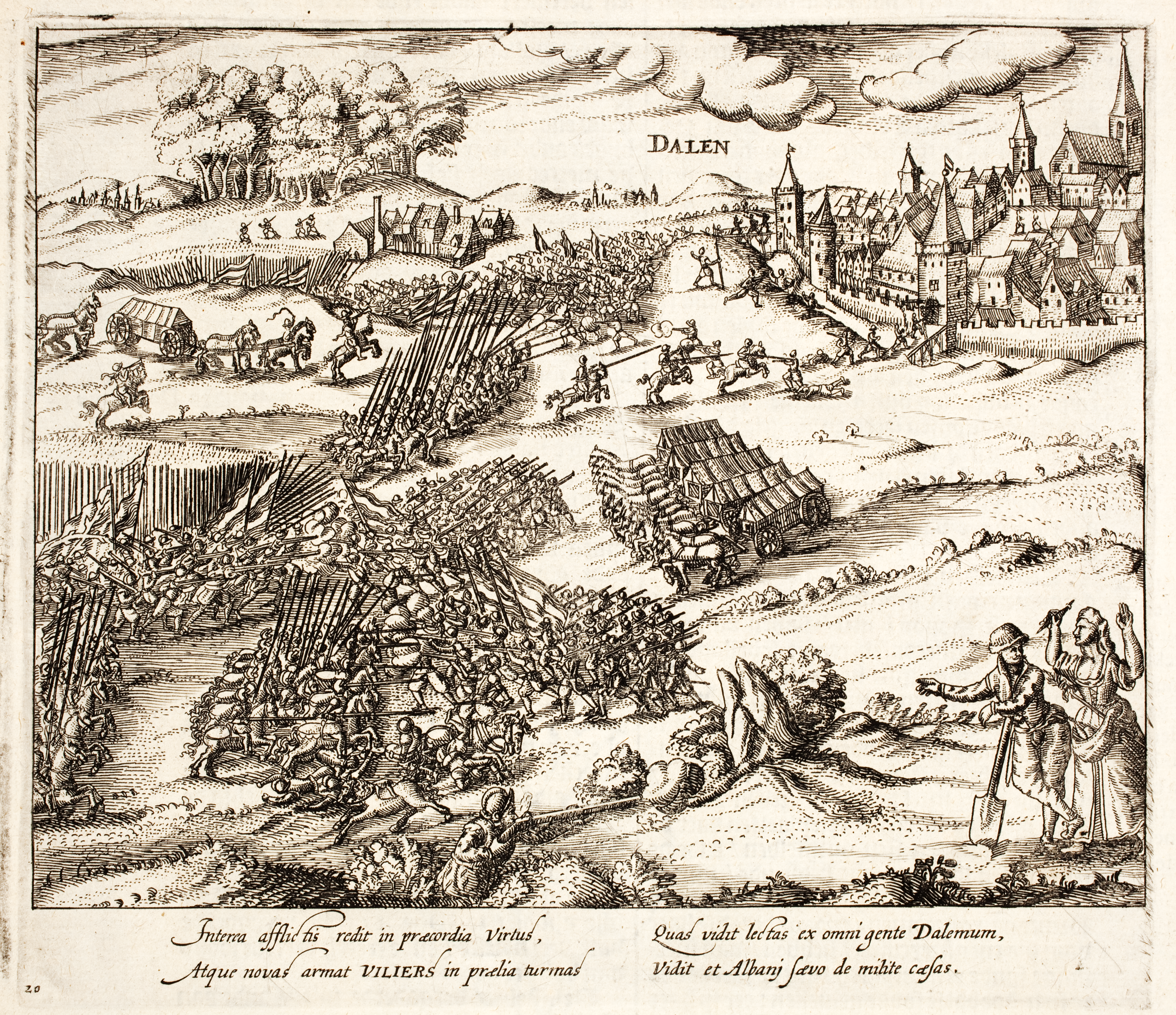
Darstellung der Schlacht bei Dahlen auf einem Kupferstich von Frans Hogenberg

- 25. April: Die Schlacht bei Dahlen, eine der ersten Schlachten des Achtzigjährigen Krieges, endet mit einer verheerenden Niederlage der niederländischen Rebellen unter dem Befehl von Joost de Soete gegen die spanischen Truppen von Gouverneur Sancho d’Avila. Das Herzogtum Jülich-Berg, auf dessen Territorium die Schlacht stattfindet, hat sich zuvor für neutral erklärt. Für die siegreichen Spanier kein Grund darauf zu verzichten, Soldaten im Stadtgebiet einzuquartieren, Pferde zu requirieren oder umliegende Ortschaften zu plündern.
- 23. Mai: In der Schlacht von Heiligerlee besiegen die rebellierenden niederländischen Geusen, geführt von Ludwig und Adolf von Nassau, zwei Brüdern von Wilhelm I. von Oranien-Nassau, die Armee des Statthalters der Spanier in Groningen, Johann von Ligne, Graf von Arenberg. Es gelingt den Aufständischen jedoch nicht, die Stadt Groningen einzunehmen. Adolf von Nassau und Johann von Ligne kommen in der Schlacht ums Leben.
- 5. Juni: Die Grafen Lamoral von Egmond und Philippe de Montmorency werden auf dem Marktplatz von Brüssel enthauptet. Der spanische Statthalter Alba hat sie vor den Rat der Unruhen stellen lassen, der die Angeklagten wegen Hochverrats zum Tode verurteilt. Die Hinrichtungen lösen den Achtzigjährigen Krieg zwischen den Niederlanden und Spanien mit aus.

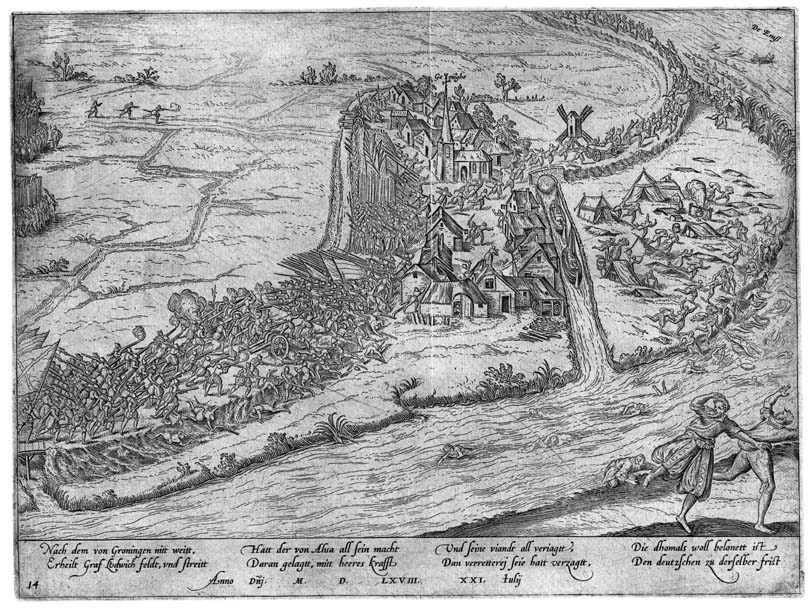
Schlacht von Jemgum

- 21. Juli: Fernando Álvarez de Toledo, Herzog von Alba, der die Aufständischen unter Ludwig von Nassau bis Ostfriesland verfolgt hat, besiegt diese in der Schlacht von Jemgum. Anschließend werden alle Gefangenen hingerichtet und die Umgebung drei Tage lang gebrandschatzt.

#### Türkenkriege
- 17. Februar: Der Frieden von Adrianopel zwischen dem deutschen Kaiser Maximilian II. und dem Osmanischen Reich unter Sultan Selim II. beendet den seit Sommer 1566 geführten Türkenkrieg. Der Vertrag ist auf eine Dauer von acht Jahren angelegt, wird aber in der Folge dreimal um den gleichen Zeitraum verlängert, bis 1593 der dritte österreichische Türkenkrieg ausbricht.

#### Frankreich
- 23. März: Katharina von Medici unternimmt mit dem Frieden von Longjumeau einen Versuch, die mit dem Zweiten Hugenottenkrieg ausgetragenen Feindseligkeiten zu beenden. Doch bricht nach sechs Monaten der nächste Religionskrieg in Frankreich aus.

#### Schottland / England
- 2. Mai: Der schottischen Königin Maria Stuart gelingt die Flucht aus Loch Leven Castle, in dem sie im Vorjahr vom aufständischen schottischen Adel inhaftiert worden ist.

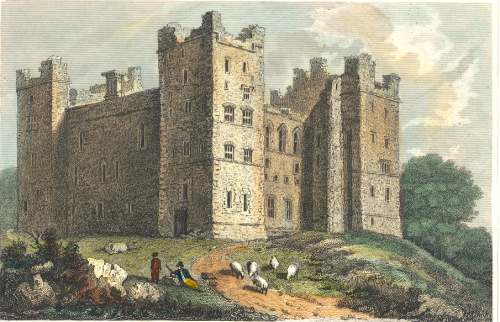
Bolton Castle, Maria Stuarts Gefängnis 1568/69

- 19. Mai: Mit Wissen der englischen Königin Elisabeth I. wird Maria Stuart in Carlisle festgenommen und gefangengesetzt.

#### Schweden
- 4. Juli: In Stockholm heiraten die bereits seit einem knappen Jahr heimlich getrauten Karin Månsdotter und König Erik XIV. offiziell. Am Tag darauf wird die Königin gekrönt.
- 29. September: Der schwedische Herrscher Erik XIV. wird von der Adelsopposition unter Führung seiner Halbbrüder Johann und Karl gestürzt. Sein Halbbruder Johann III. wird als neuer schwedischer König anerkannt.

#### Weitere Ereignisse in Europa

Großmeisterwappen von Pierre de Monte

- 21. August: Jean de la Valette, Großmeister des Malteserordens auf Malta, stirbt. Sein Nachfolger Pierre de Monte treibt den 1566 begonnenen Bau der Festungsstadt Valletta weiter voran. Gerolamo Cassar übernimmt die Errichtung der Stadt von Francesco Laparelli.
- Aufstand der Moriscos in Granada

#### Asien
- Im indischen Sultanat Berar stürzt der Minister Tufail Khan die bisherige Herrschaftsfamilei Imad Shahi und macht sich selbst zum Herrscher. Das führt vier Jahre später zum Angriff des Nachbarsultanats Ahmadnagar.

#### Entdeckungsreisen
- 16. Januar: Auf der Suche nach der Terra Australis sichtet der Spanier Alvaro de Mendaña de Neyra als erster Europäer die Insel Nui, heute ein Teil von Tuvalu.
- 7. Februar: Alvaro de Mendaña de Neyra sichtet als erster Europäer die von ihm so benannte Pazifikinsel Santa Isabel. Den umliegenden Archipel tauft er Salomon-Inseln, sie sind heute ein Teil der Salomonen. Wenige Tage später landet er auf der Insel, wo die Mannschaft bis zum 7. August bleibt und die umliegenden Inseln wie Choiseul, Makira, Guadalcanal und Malaita erforscht.
- 4. Oktober: Alvaro de Mendaña de Neyra entdeckt das entlegene Atoll Wake im Pazifik.

### Wissenschaft und Technik
Die Illustrierte Chronik Iwans IV. entsteht. Das aus 10 Bänden bestehende Manuskript der Chronik wird bis 1578 in einem einzigen Exemplar für die Bibliothek des Zaren Iwans IV. „des Schrecklichen“ in seinem Auftrag geschrieben. 
Der Kartograf Gottfried Mascop fertigt eine Karte der Bistümer Münster und Osnabrück.

### Kultur

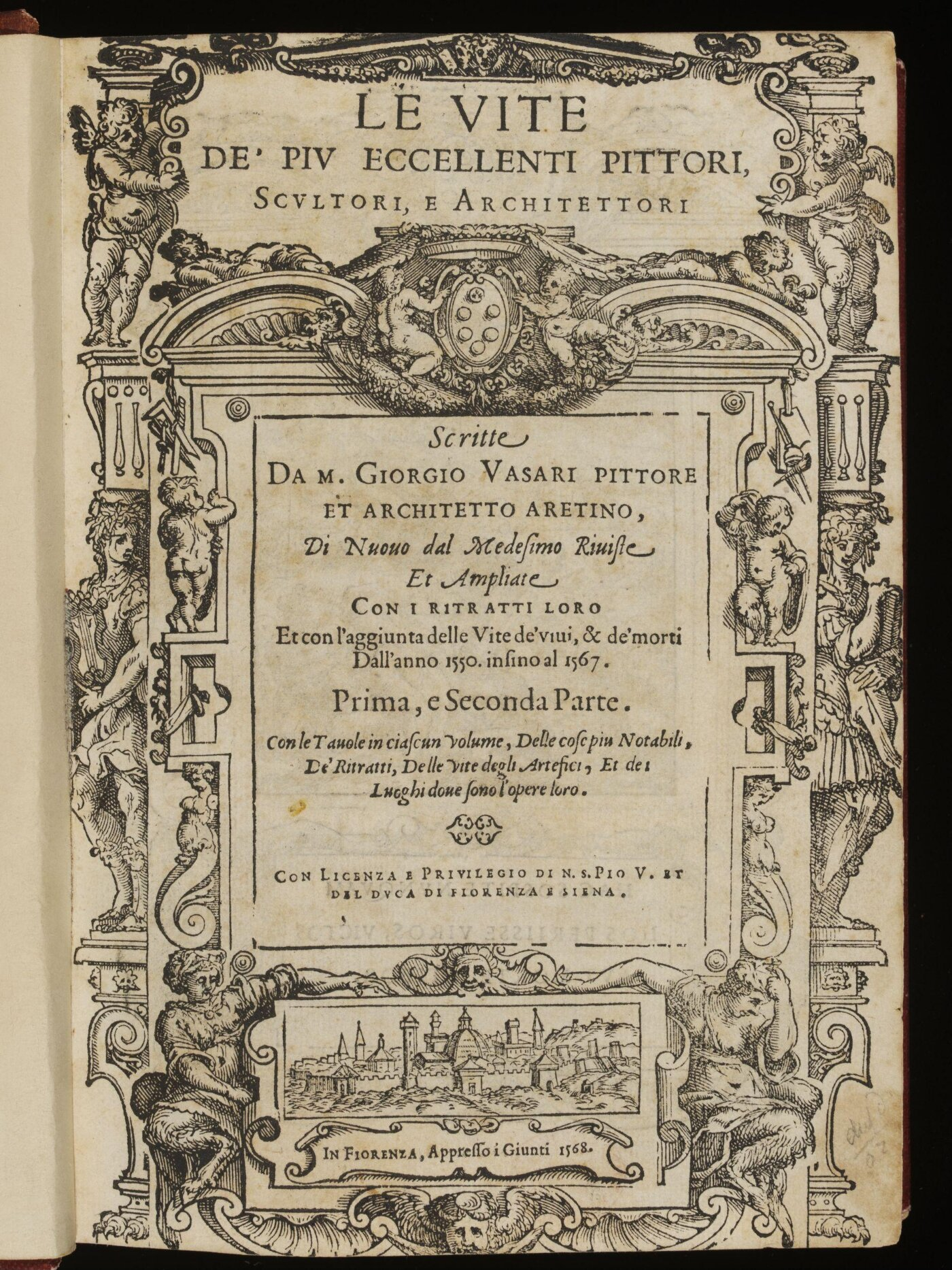
Le vite, Ausgabe 1568, Verlag Giunti, Florenz. Titelseite des ersten Bandes. Holzschnitt von Giorgio Vasari.

- 9. Januar: Giorgio Vasari veröffentlicht den ersten Band der zweiten Ausgabe von Le vite de’ più eccellenti pittori, scultori e architettori, einer umfangreichen Sammlung von Künstlerbiographien, die er Cosimo I. de’ Medici widmet. Die Vite gelten als Vasaris Opus magnum und als „Gründungstext der Kunstgeschichte“.

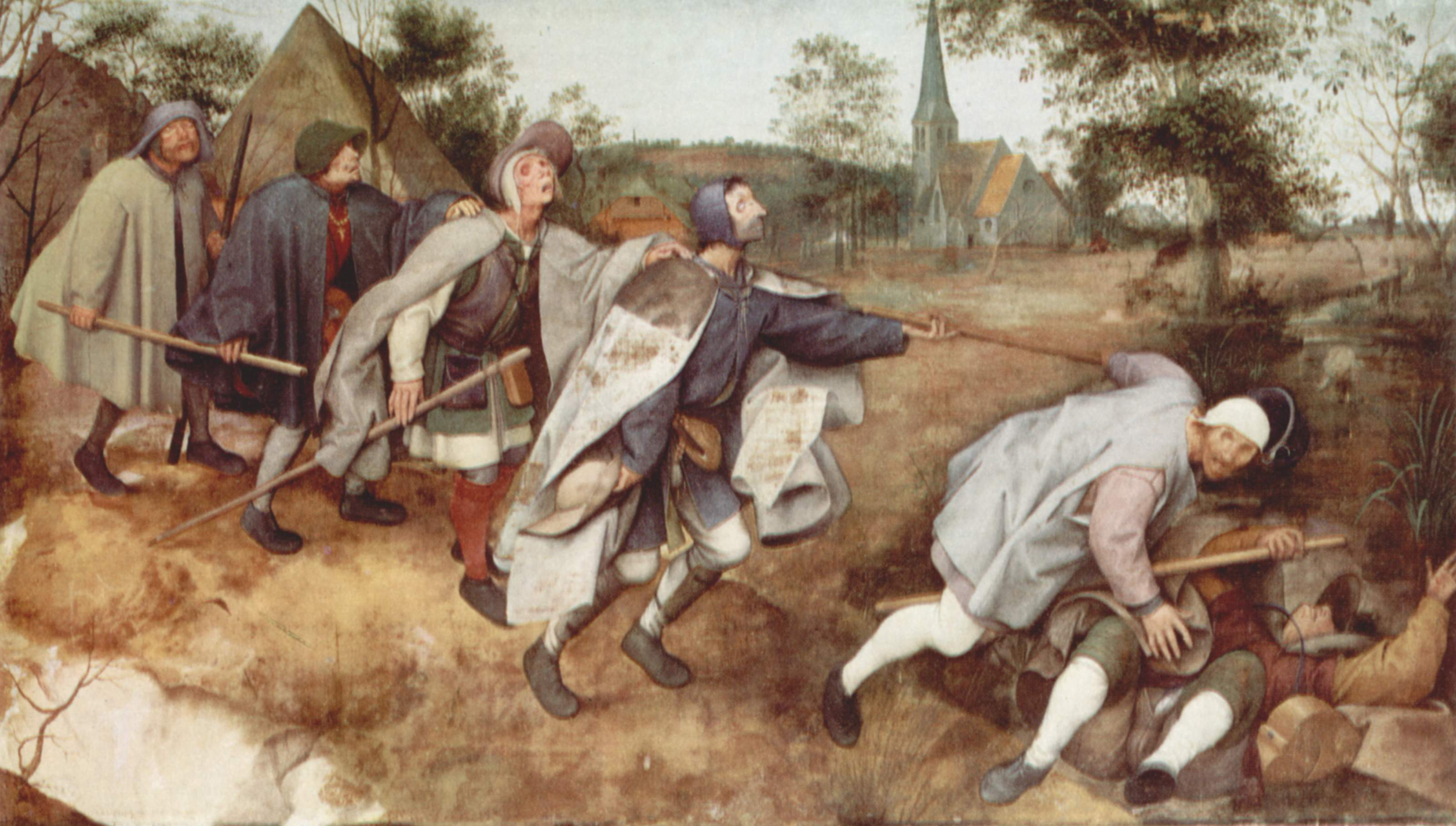
Pieter Brueghel der Ältere: Der Blindensturz

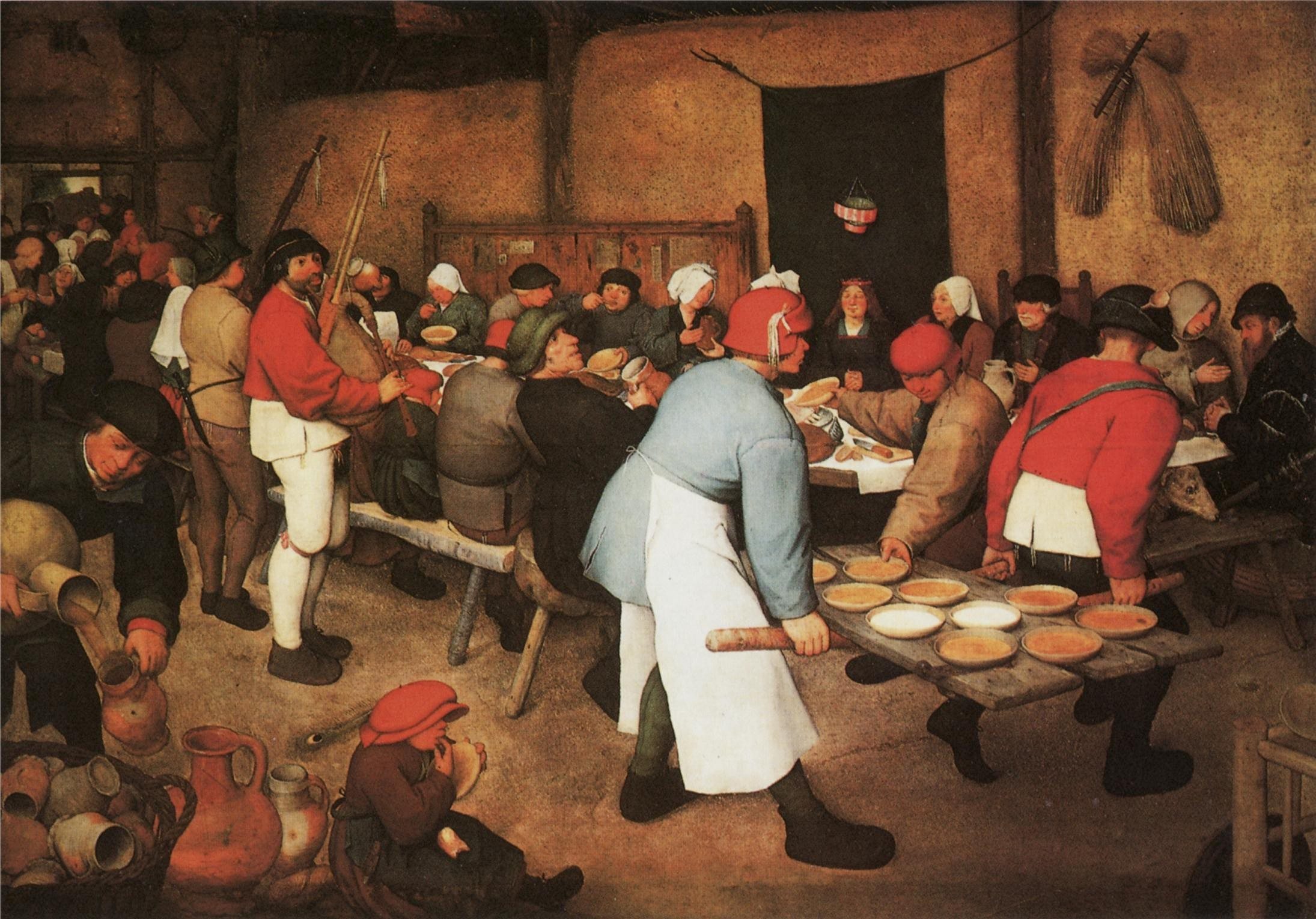
Pieter Brueghel der Ältere: Die Bauernhochzeit

Der deutsche Zeichner, Kupferätzer und -stecher, Formschneider, Maler und Buchautor Jost Amman gibt die Eygentliche Beschreibung aller Stände auff Erden hoher und nidriger, geistlicher und weltlicher, aller Künsten, Handwerken und Händeln... (Ständebuch, mit Versen von Hans Sachs) heraus.

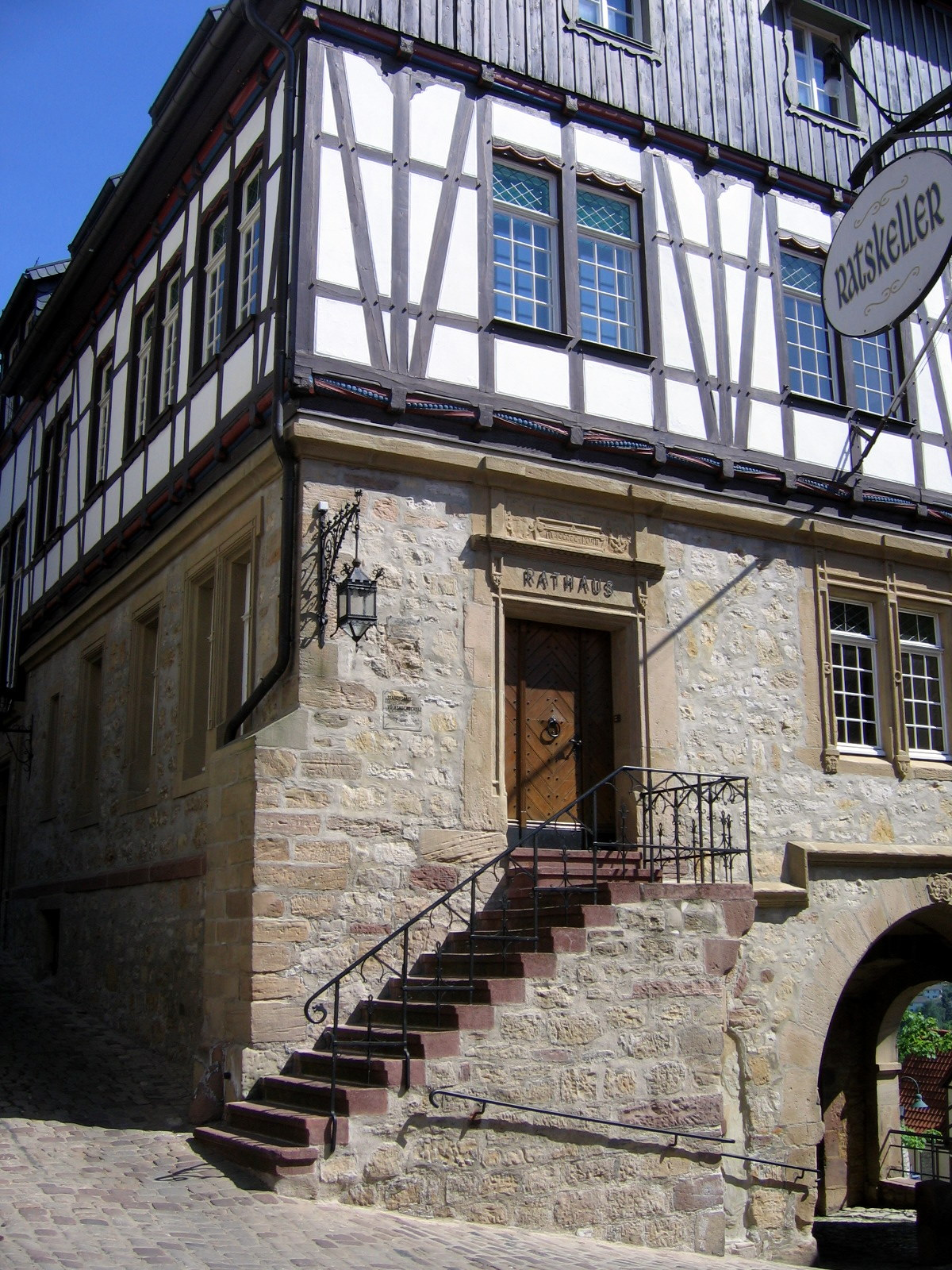
Rathaus zwischen den Städten von Westen (Neustadtseite)

Das zwischen der Altstadt und der Neustadt von Warburg gelegene sogenannte Rathaus zwischen den Städten wird erbaut.

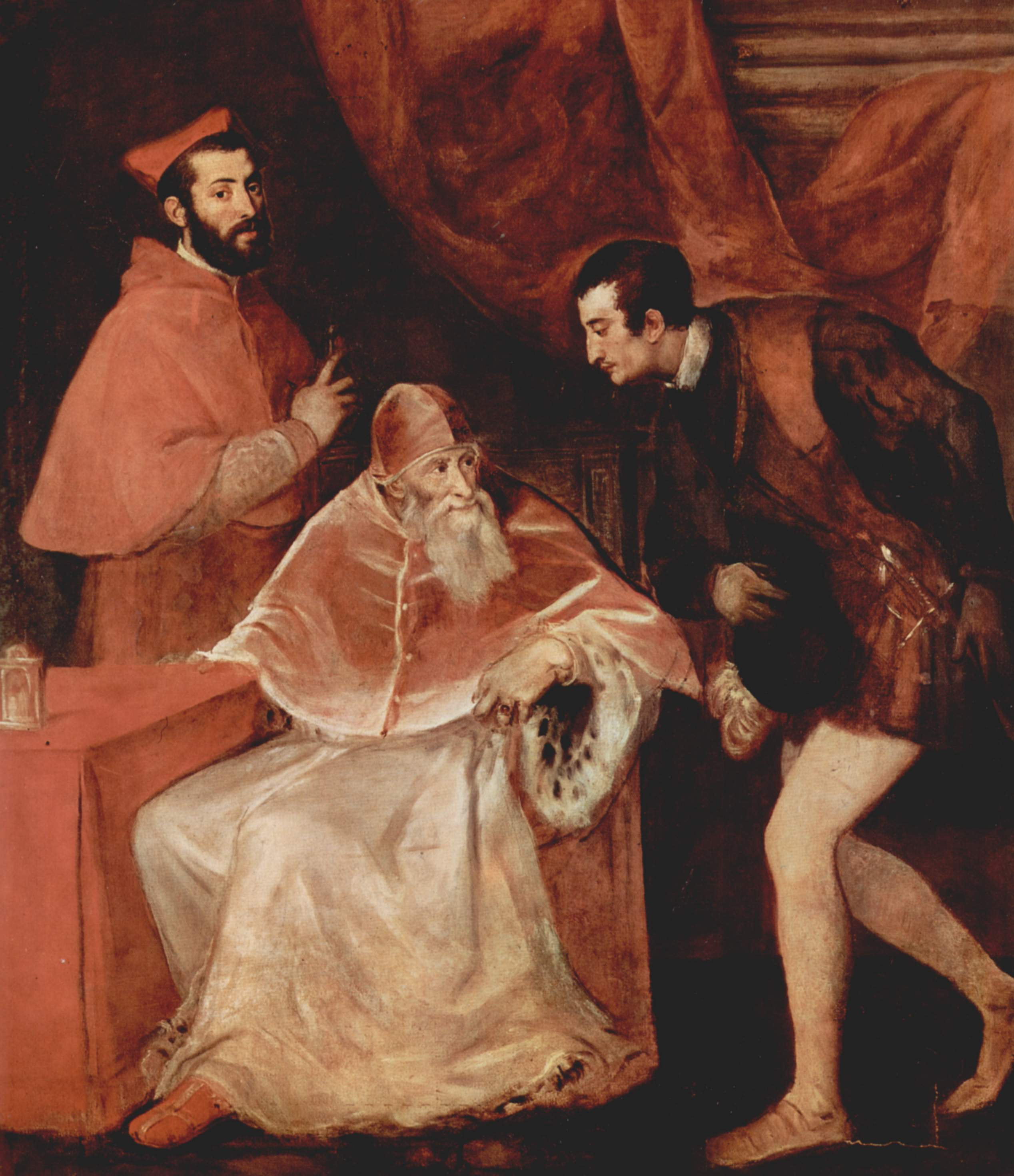
Papst Paul III. und seine Nepoten

- um 1568: Tizian malt Papst Paul III. und seine Nepoten. Das Ölgemälde zeigt Papst Paul III. mit seinen leiblichen Enkeln Herzog Ottavio Farnese und Kardinal Alessandro Farnese auf einem mit rotem Stoff bezogenen Lehnstuhl sitzend. Das Werk, für das Tizian kein Honorar erhält, bleibt unvollendet und verschwindet ungerahmt in den Kellern der Familie Farnese.

### Gesellschaft
Erbprinz Wilhelm von Bayern heiratet am 22. Februar Renata von Lothringen, die Tochter des Herzogs Franz I. von Lothringen und seiner Gattin Prinzessin Christina von Dänemark. Die Hochzeit wird mit einem für dieses Jahrhundert ungewöhnlich großen Aufwand gefeiert. Das Fest dauert 18 Tage, es nehmen zirka 5000 Reiter daran teil, und die Festmusik zum Anlass wird eigens von Orlando di Lasso komponiert.

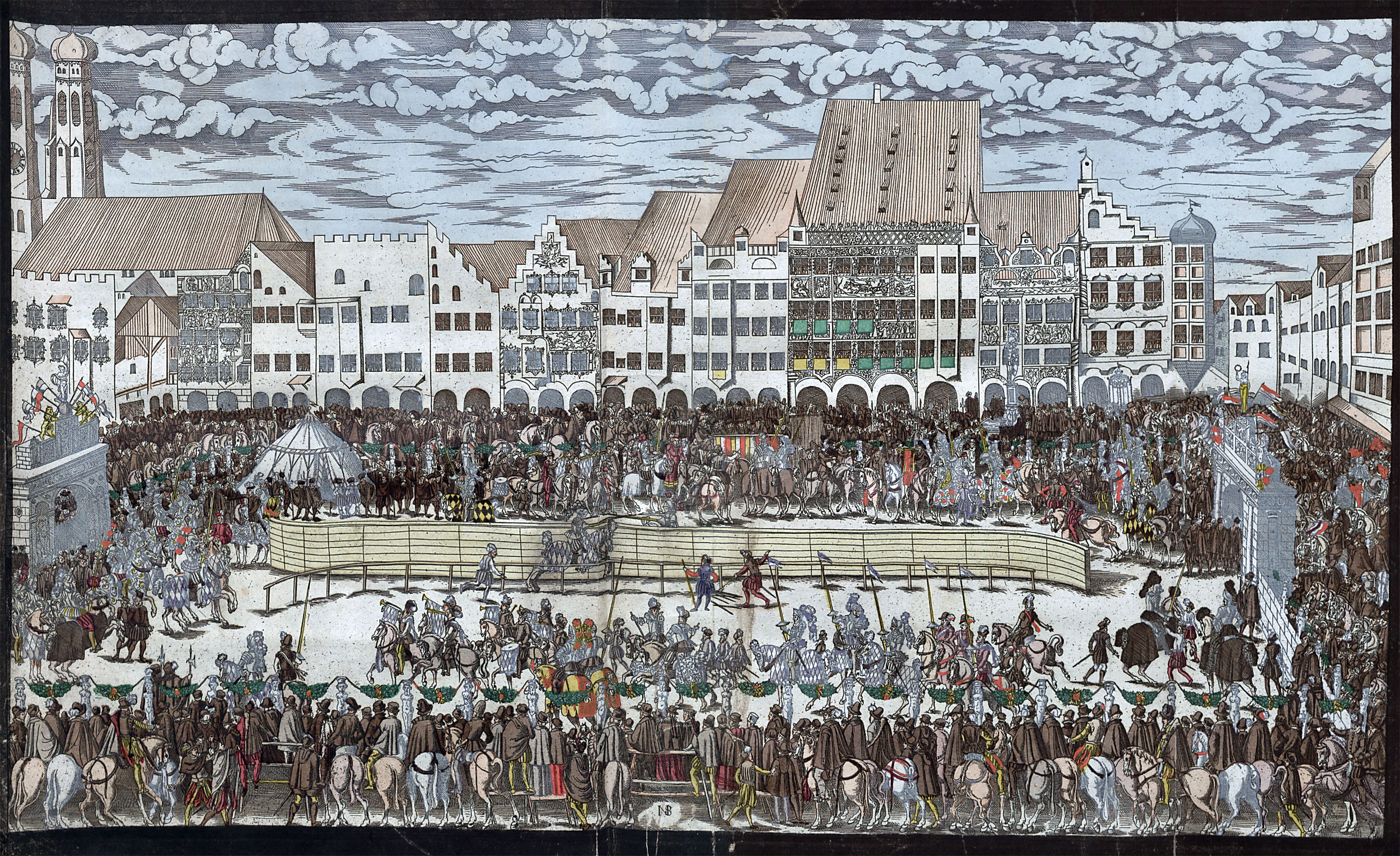
Nicolaus Solis, München 1568, Hochzeit des bay. Kurfürsten mit Renata von Lothringen

### Religion
Der siebenbürgische Landtag unter König Johann Sigismund erlässt am 13. Januar unter maßgeblichem Einfluss des Reformators Franz David das Edikt von Torda, das Katholiken, Lutheraner, Reformierte und Unitarier gleichstellt.
Der Weseler Konvent, eine Versammlung führender Kirchenleute aus niederländischen Flüchtlingsgemeinden, findet Anfang des Jahres in der Hansestadt Wesel statt. Die dort getroffenen Beschlüsse sind bis heute prägend für die Kirchenordnung der reformierten Kirchen in den Niederlanden und resultieren in der Einführung presbyterial-synodaler Strukturen auch in allen deutschen Landeskirchen.

## Geboren

### Geburtsdatum gesichert
- 15. Januar: Johannes Hartmann, deutscher Universalgelehrter († 1631)
- 20. Januar: Daniel Cramer, deutscher lutherischer Theologe, Chronist und Autor († 1637)
- 20. Januar: Ventura Salimbeni, italienischer Maler und Kupferstecher († 1613)
- 08. Februar: David Gloxin, Bürgermeister in Burg auf Fehmarn († 1646)
- 000Februar: Giuseppe Cesari, gen. Cavalier d’Arpino, italienischer Maler († 1640)
- 09. März: Aloisius von Gonzaga, gehört zu den in jungen Jahren gestorbenen Heiligen († 1591)
- 30. März: Sir Henry Wotton, englischer Diplomat, Dichter und Kunstkenner († 1639)
- 05. April: Maffeo Barberini, als Urban VIII. Papst († 1644)
- 11. Mai: Christian I., Fürst von Anhalt-Bernburg und Statthalter der Oberpfalz († 1630)
- 06. Juni: Sophie von Brandenburg, Kurfürstin von Sachsen († 1622)
- 18. Juni: Charlotte Catherine de La Trémoille, Fürstin von Condé († 1629)
- 25. Juni: Gunilla Bielke, Königin von Schweden († 1597)
- 25. Juli: Georg Ridinger, eigentlich Georg von Ridinger, deutscher Architekt und Baumeister († 1617)
- 15. August: Zdeněk Vojtěch Popel von Lobkowicz, böhmischer Adeliger († 1628)
- 26. August: Antonie von Lothringen, Herzogin von Jülich-Kleve-Berg († 1610)
- 27. August: Hercule de Rohan, Herzog von Montbazon, Pair von Frankreich († 1654)
- 03. September: Adriano Banchieri, italienischer Mönch und Komponist († 1634)
- 05. September: Tommaso Campanella, italienischer Philosoph († 1639)
- 12. Oktober: Onorio Longhi, italienischer Architekt († 1619)
- 19. November: August I., Herzog zu Braunschweig und Lüneburg, Fürst von Lüneburg († 1636)
- 21. November: Salome Alt, Lebensgefährtin des Salzburger Fürsterzbischof Wolf Dietrich von Raitenau († 1633)

### Genaues Geburtsdatum unbekannt
- Cornelis de Jode, niederländischer Kartograph († 1600)
- Aleixo de Abreu, portugiesischer Arzt († 1630)
- Jakob Adam, deutscher Prediger († 1618)
- Nicolas Ager, französischer Botaniker († 1634)
- August I., Bischof von Ratzeburg († 1636)
- Jan Brueghel der Ältere, flämischer Maler († 1625)
- Arngrímur Jónsson, isländischer Gelehrter († 1648)
- Manuel de Figueiredo, portugiesischer Naturwissenschaftler († 1622 bis 1630)

### Geboren um 1568
- Ferdinando Gorges, englischer Kolonialist und Gründer der Provinz Maine († 1647)
- William Jaggard, englischer Drucker und Herausgeber († 1623)

## Gestorben

### Erstes Halbjahr
- 11. Januar: Balthasar, Graf von Nassau-Wiesbaden-Idstein (* 1520)
- 15. Januar: Miklós Oláh, ungarischer Erzbischof, Schriftsteller, Politiker und Theologe (* 1493)
- 25. Januar: Kilian Goldstein, deutscher Jurist (* 1499)
- 25. Februar: Philipp Georg Schenk zu Schweinsberg, Fürstabt von Fulda (* um 1510)
- 11. März: Alexandru Lăpușneanu, Woiwode des Fürstentums Moldau (* nach 1500)
- 12. März: Cyriacus Lindemann, deutscher Pädagoge (* 1516)
- 20. März: Albrecht von Brandenburg-Ansbach, erster Herzog von Preußen (* 1490)
- 20. März: Anna Maria, Herzogin von Preußen (* 1532)
- 06. Mai: Bernardo Salviati, Kardinal der katholischen Kirche (* 1508)
- 13. Mai: Sophia von Pommern, Königin von Dänemark und Norwegen (* 1498)
- 23. Mai: Johann von Ligne, Reichsgraf von Arenberg (* um 1525)
- 23. Mai: Adolf von Nassau, Graf von Nassau, Anführer der niederländischen Truppen im Achtzigjährigen Krieg (* 1540)
- 03. Juni: Andrés de Urdaneta, baskischer Augustinermönch, Kapitän und Entdecker (* 1498)

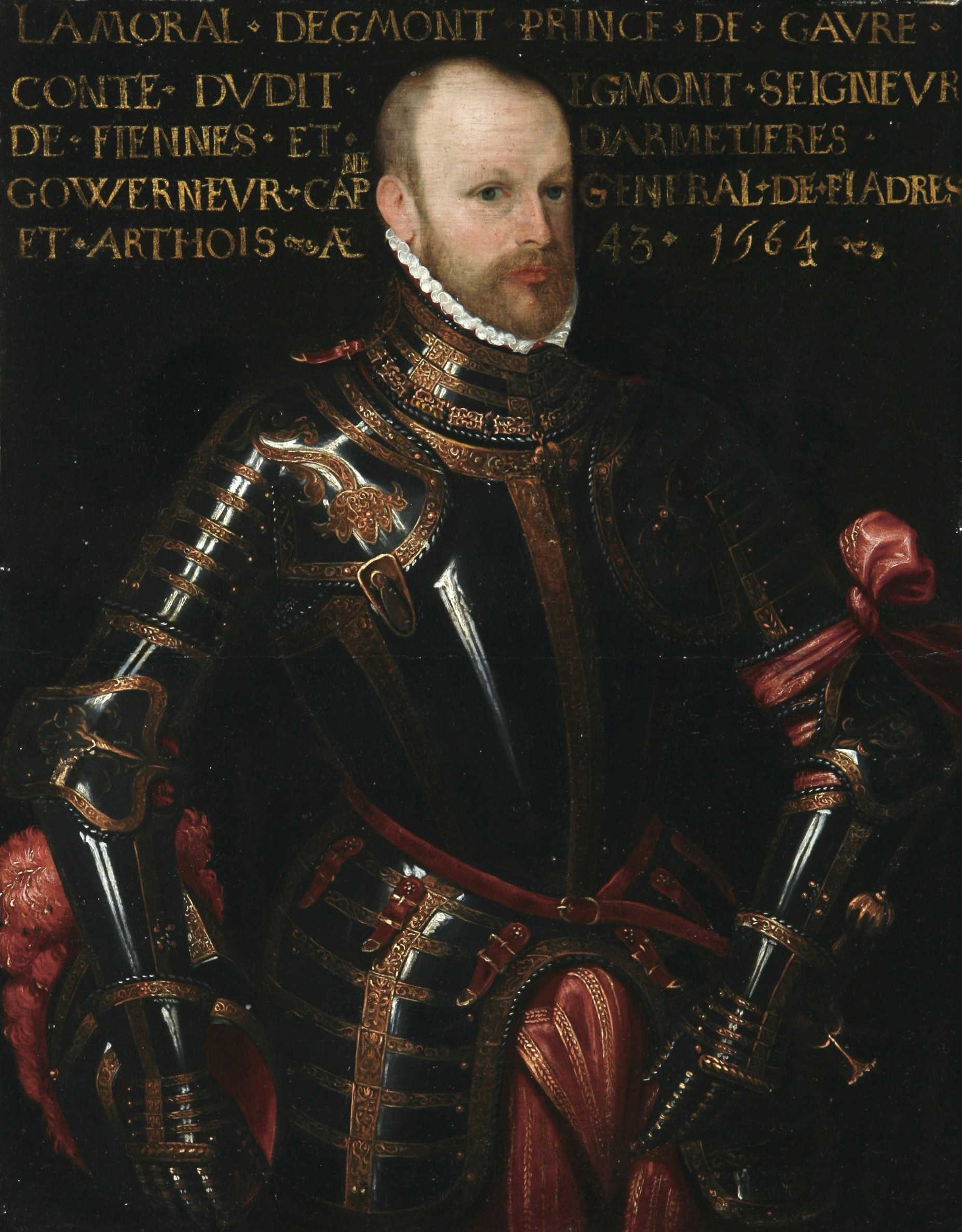
Lamoral Graf von Egmond

- 05. Juni: Lamoral von Egmond, Statthalter von Flandern und Artois, Heer der Hohen Herrlichkeit von Purmerend, Purmerland und Ilpendam, Baron von Fiennes, Herr von Hoogwoud und Aartswoud, Sotteghem, Armentières und Auxy, als niederländischer Freiheitskämpfer hingerichtet (* 1522)
- 05. Juni: Philippe de Montmorency, Graf von Hoorn, niederländischer Admiral und Freiheitskämpfer, hingerichtet (* 1526)
- 11. Juni: Heinrich der Jüngere, Herzog zu Braunschweig-Lüneburg, Fürst von Braunschweig-Wolfenbüttel (* 1489)
- 26. Juni: Thomas Young, Erzbischof von York (* 1507)

### Zweites Halbjahr
- 06. Juli: Johannes Oporinus, Schweizer Humanist, Buchdrucker, Verleger, Sekretär und Lehrer (* 1507)
- 07. Juli: William Turner, englischer Naturforscher (* um 1510)

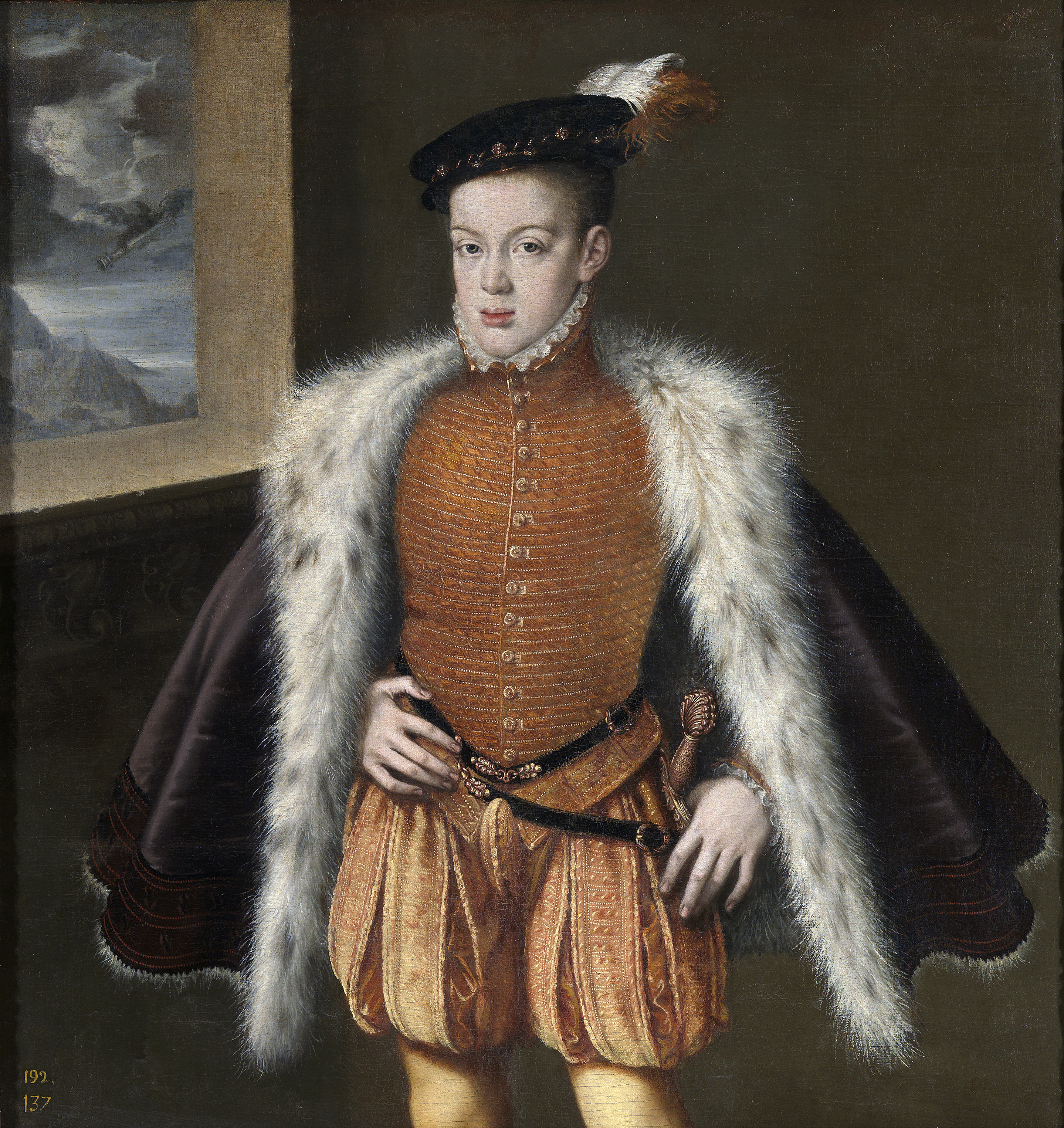
Don Carlos

- 24. Juli: Don Carlos, Infant von Spanien aus dem Haus Österreich und Fürst von Asturien (* 1545)
- 15. August: Stanislaus Kostka, Heiliger der katholischen Kirche (* 1550)
- 21. August: Jean de la Valette, 49. Großmeister des Malteserordens und Gründer von La Valletta (* 1494)
- 24. August: Ludwig Casimir, Graf zu Hohenlohe-Neuenstein und kaiserlicher Rat (* 1517)
- 20. September: Christian Lotichius, Koadjutor des Abtes des Klosters Schlüchtern (* um 1530)
- 26. September: Leonor de Cisnere, spanische evangelische Märtyrerin (* um 1535)
- 03. Oktober: Elisabeth von Valois, Königin von Spanien (* 1545)
- 19. Oktober: Johann Aurifaber, deutscher Theologe (* 1517)
- 28. Oktober: Ashikaga Yoshihide, japanischer Shogun (* 1538)
- 06. November: Anna, Prinzessin von Braunschweig-Lüneburg und Herzogin von Pommern (* 1502)
- 27. November: Erasmus Schenk von Limpurg, Bischof von Straßburg (* 1507)
- 04. Dezember: Johann Schneidewein, deutscher Jurist (* 1519)
- 23. Dezember: Friedrich IV. von Wied, Erzbischof von Köln (* 1518)
- 24. Dezember: Heinrich V. von Plauen, Burggraf von Meißen und Herr von Plauen (* 1533)
- 28. Dezember: Christoph, Herzog von Württemberg (* 1515)
- 30. Dezember: Roger Ascham, englischer Pädagoge (* 1515)

### Genaues Todesdatum unbekannt
- Amato Lusitano, portugiesischer Arzt und Botaniker (* 1511)